# 波克罗夫公墓

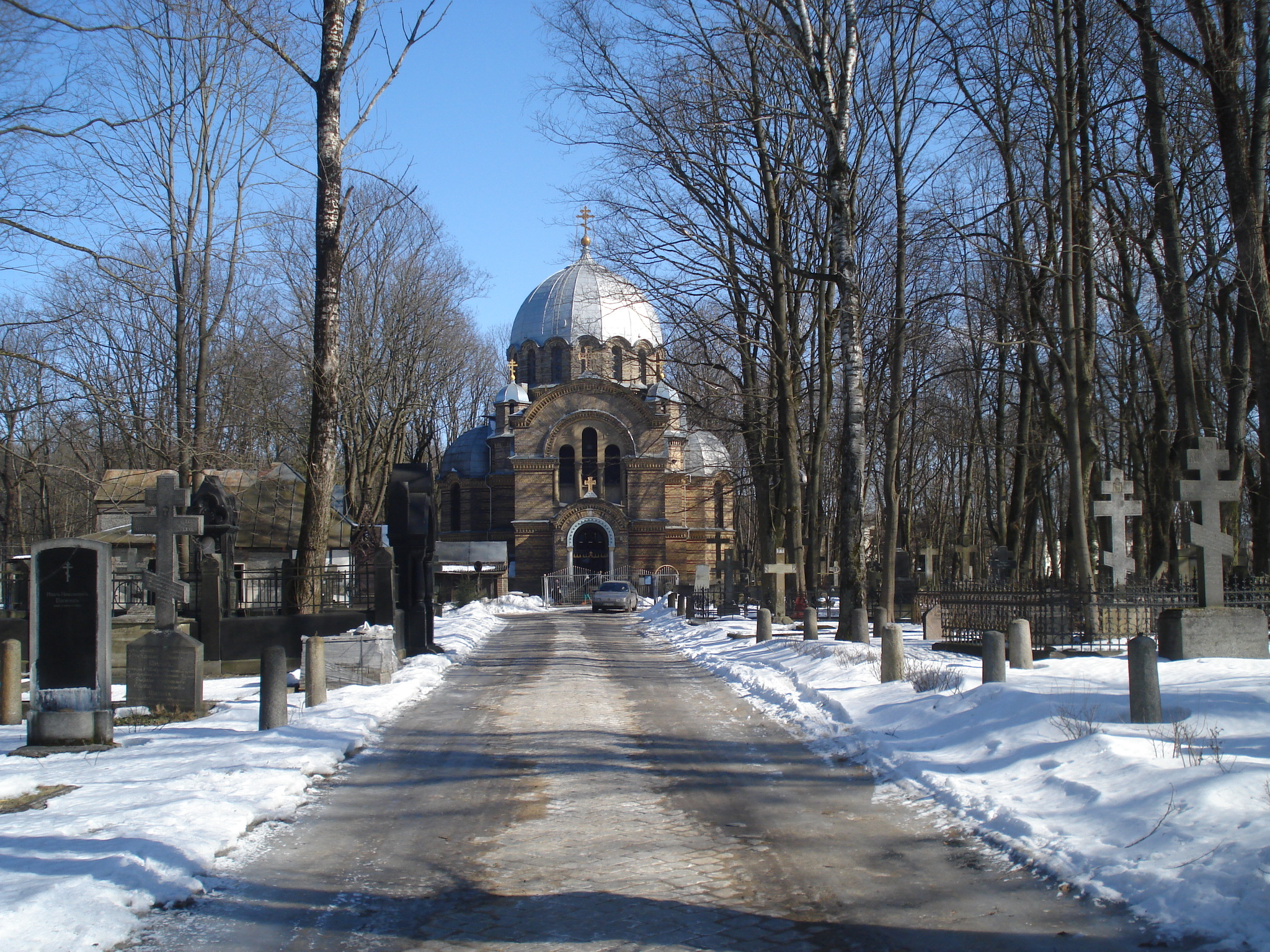
波克罗夫公墓

波克罗夫公墓是位于拉脱维亚里加的一個公墓，占地面积70669平方米，建成于1773年。目前，该墓园的土地所有者是當地的一個东正教教堂。
该墓地中有两处红军坟场，较小的一处建于1941年夏，较大的一处建于1944-46年间；俄罗斯帝国陆军也曾从1917年起在此安葬死者。
该公墓在1964年停止安葬。當局打算將該公墓改建成紀念公園。1991年，该公墓所有权重归拉脱维亚东正教会，墓园活动恢复正常。